# Principe vescovo

Ornamenti esteriori per lo stemma da Principe-Arcivescovo

Un principe vescovo o principe arcivescovo (Fürstbischof o Fürsterzbischof in tedesco) era un vescovo o arcivescovo che univa al suo ruolo religioso il potere temporale su un territorio (che non necessariamente coincideva esattamente con la diocesi su cui esercitava l'autorità religiosa). L'investitura religiosa era però necessaria per l'esercizio del potere temporale. Nel Sacro Romano Impero questa figura scomparve di fatto solo con lo scioglimento dell'Impero, nell'anno 1806. In Montenegro questo titolo sopravvisse fino al 1852, quando l'ultimo principe vescovo rinunciò alla dignità ecclesiastica, conservando, però, il potere temporale.

## Principi vescovi nel Sacro Romano Impero
Un principe vescovo era un vescovo che, nel Sacro Romano Impero, aveva il rango di principe imperiale. Questa fusione delle funzioni spirituali e temporali dei vescovi – entro l'ambito del Sacro Romano Impero – risale alla politica dei re tedeschi durante l'alto medioevo, i quali si appoggiarono a vescovi da loro nominati per porre dei limiti all'influenza delle più potenti famiglie nobiliari. Molti di loro vennero investiti di diritti regali (regalie). Con il nascere di principati territoriali anche i vescovi imposero la loro potestà sui territori di loro competenza, creando i cosiddetti principati vescovili.
La Bolla aurea, emanata dall'imperatore Carlo IV, stabilì che i tre principi-vescovi più potenti facessero parte del collegio di elettori dell'imperatore (assieme a quattro principi laici): si trattava dei principi-arcivescovi di Magonza, Colonia e Treviri.
Nel 1521 il Sacro Romano Impero contava 53 principati ecclesiastici; la riforma protestante e la conseguente secolarizzazione ridussero questo numero, nel 1648, a 23 (che poi divennero 26 nel corso del secolo XVII). Nel corso delle guerre di religione molti principati vescovili furono secolarizzati ed annessi dai sovrani laici protestanti (Brema, Magdeburgo, Halberstadt, Ratzeburg, ecc.) che ne mantennero il seggio ed il voto nel Collegio dei Principi alla Dieta dell'Impero (Reichstag). Tuttavia, come per i principi secolari, non tutti i principi-vescovi avevano la piena sovranità sulle loro terre o il voto alla Dieta dell'Impero (Vienna, Praga, Olomouc, Malines, Breslavia, Seckau, Gurk, Sion, Lavant, ecc.).
Nel secolo XVI e al principio del XVII esistettero, accanto ai principati vescovili cattolici anche numerosi principati vescovili protestanti, il più importante dei quali era quello di Magdeburgo. Quasi senza eccezioni questi territori ecclesiastici protestanti venivano governati da principi appartenenti a potenti dinastie confinanti, e, con la pace di Vestfalia del 1648, vennero trasformati in principati laici, a vantaggio dei maggiori stati protestanti, come per esempio la Prussia. L'unico principato vescovile protestante che sopravvisse fu quello di Lubecca, e il caso specialissimo del principato vescovile di Osnabrück, che veniva governato alternativamente da vescovi cattolici e protestanti.
Anche il Gran Maestro dell'Ordine Teutonico, dal 1526, era un principe ecclesiastico, senza però essere un principe-vescovo.
Dal secolo XVI fino agli inizi del XIX la carica di principe vescovo era ricoperta quasi esclusivamente da esponenti della nobiltà, come figli di principi, cavalieri imperiali. Per questo, fino al 1803, la Chiesa cattolica nell'Impero era sostanzialmente una chiesa di nobili. Fino al secolo XVII esisteva però qualche forma di mobilità sociale, quando alcuni esponenti della nobiltà minore e persino qualche persona di famiglia non nobile, con la nomina a vescovo, riuscirono a raggiungere il rango di principe imperiale.
Con il trattato di Lunéville, nel 1801 si procedette alla secolarizzazione di tutti i principati ecclesiastici nel territorio del Sacro Romano Impero. La loro rapida fine fu determinata da diversi fattori, tra i quali in primo luogo la perdita di legittimazione dell'autorità temporale della Chiesa nell'epoca del Razionalismo e dell'Illuminismo, l'influenza della Francia rivoluzionaria, dove i beni ecclesiastici erano stati secolarizzati, e la volontà annessionistica degli stati confinanti. Quasi tutti i principati vescovili vennero secolarizzati nel 1802, e il Reichsdeputationshauptschluss (1803) ne diede la sanzione ufficiale. I principi-vescovi in carica al momento della secolarizzazione mantennero a vita il rango di principi imperiali.
Anche altre diocesi avevano titoli principeschi per i loro vescovi, per esempio quelli di Cracovia, Breslavia (almeno fino al 1945) o in Italia quello della diocesi di Tortona (principe di Cambiò), di Novara (principe di San Giulio ed Orta), almeno fino alle riforme di Pio XII. 

### Elenco dei principati ecclesiastici del Sacro Romano Impero
| Stemma | Nome        | Rango                        | Nome/i locale                                                                 | Collegio imperiale | Nazione attuale           | Note |
| ------ | ----------- | ---------------------------- | ----------------------------------------------------------------------------- | --- | ------------------------- | --- |
|        | Colonia     | Elettorato arcivescovile     | Erzstift Köln, Kurköln                                                        | Provincia dell'Elettorato del Reno | Germania                  | Principe elettore e Arcicancelliere d'Italia. Ha il 3° voto alla Dieta imperiale. |
|        | Magonza     | Elettorato arcivescovile     | Erzbistum Mainz, Kurmainz                                                     | Provincia dell'Elettorato del Reno | Germania                  | Principe elettore e Arcicancelliere di Germania. È presidente e decano della Dieta e ha il 1º posto nelle precedenze degli altri principi ma esprime il proprio voto alla Dieta per ultimo. |
|        | Treviri     | Elettorato arcivescovile     | Erzbistum Trier, Kurtrier Archevêque Trèves                                   | Provincia dell'Elettorato del Reno | Germania                  | Principe elettore e Arcicancelliere di Borgogna (Gallie e Arles). Ha il 2º posto nelle precedenze, ma ha il privilegio di esprimere per primo il voto alla Dieta. |
|        | Augusta     | Vescovato                    | Hochstift Augsburg                                                            | Provincia Sveva | Germania                  | Ha il 25° voto alla Dieta e con la riforma protestante il vescovo è costretto a risiedere a Dillingen. |
|        | Bamberga    | Vescovato                    | Hochstift Bamberg                                                             | Franconia | Germania                  | Ha l'11° voto alla Dieta. |
|        | Basilea     | Vescovato                    | Principauté de Bâle Fürstbistum Basel                                         | Alto Reno | Francia Germania Svizzera | Una parte del vescovato fa oggi parte della Svizzera: Schliengen e Istein sono entrambi in Germania; una parte del Vogtei di Saint-Ursanne è oggi in Francia. Ha il 41° voto e con la riforma protestante il vescovo deve risiedere a Porrentruy (Pruntrut). |
|        | Brandeburgo | Vescovato                    | Hochstift Brandenburg                                                         | Alta Sassonia | Germania                  | Continuò con amministratori luterani dalla Riforma del 1520 e venne secolarizzato definitivamente dal Margraviato di Brandeburgo nel 1571 |
|        | Brema       | Arcivescovato                | Erzstift Bremen                                                               | Bassa Sassonia | Germania                  | Continuò con amministratori luterani dalla Riforma del 1520 sino al 1645/1648 quando diviene principato laico e ceduto alla Svezia che nel 1719 a sua volta lo cede all'elettore di Hannover. Ha come principato secolare il 12° voto alla Dieta. |
|        | Breslavia   | Vescovato                    | Fürstbistum Breslau Biskupskie księstwo wrocławskie                           | Nessuno | Polonia                   | Nel 1344 il vescovo Przecław di Breslavia acquistò la frazione di Grodków dal Duca di Slesia, Boleslavo III il Generoso e lo aggiunse al Ducato di Nysa, di competenza episcopale, divenendo quindi principe di Neisse e duca di Grottkau come vassallo della corona boema. |
|        | Bressanone  | Vescovato                    | Hochstift Brixen/Principato vescovile di Bressanone                           | Austria | Italia                    | Ha il 39° voto alla Dieta. Posto sotto la pesante tutela degli Asburgo è secolarizzato nella Contea del Tirolo nel 1803. |
|        | Cambrai     | Vescovato, poi Arcivescovato | Principauté de Cambrai Hochstift Kammerich                                    | Basso Reno-Vestfalia | Francia                   | Alla Francia dal 1678 con la Pace di Nimega |
|        | Cammin      | Vescovato                    | Bistum Kammin Biskupskie księstwo kamienskie                                  | Alta Sassonia | Polonia                   | Perse lo status Reichsfreiheit a favore del Ducato di Pomerania nel 1544, secolarizzato nel 1650 e passato al Brandeburgo. |
|        | Coira       | Vescovato                    | Bistum Chur (Coira)                                                           | Austria | Svizzera                  | Antichissima diocesi, il suo principe-vescovo acquista il 51° voto alla Dieta solo nel 1720. È privo di un effettivo territorio sovrano. |
|        | Costanza    | Vescovato                    | Hochstift Konstanz                                                            | Svevia | Austria Germania Svizzera | Con la riforma protestante il suo vescovo deve trasferirsi a Meersburg; ha il 23° voto alla Dieta. |
|        | Eichstätt   | Vescovato                    | Hochstift Eichstätt                                                           | Franconia | Germania                  | Ha il 17° voto alla Dieta. |
|        | Frisinga    | Vescovato                    | Hochstift Freising                                                            | Baviera | Austria Germania          | Come principe di Frisinga ha il 31° voto alla Dieta. |
|        | Fulda       | Abbazia, poi vescovato       | Reichskloster Fulda, Reichsbistum Fulda                                       | Alto Reno | Germania                  | Prima abbazia imperiale il suo abate-prevosto ha il privilegio di essere l'arcicancelliere dell'imperatrice sino al 5 ottobre 1752, data in cui venne elevata a vescovato. Come primo principato abbaziale ha il 53° voto alla Dieta. Secolarizzato nel 1803. |
|        | Ginevra     | Vescovato                    | Évêché de Genève Fürstbistum Genf                                             | Alto Reno | Francia Svizzera          | De jure Reichsfrei dal 1154, de facto controllato prima dai conti di Ginevra poi dai Savoia. Ginevra si allea con la Vecchia Confederazione nel 1526 ed entra nella Confederazione Elvetica nel 1815. |
|        | Gurk        | Vescovato                    | Diözese Gurk                                                                  | Nessuno | Austria                   | Parte del Ducato di Carinzia, i vescovi pretendevano il titolo di Fürstbischof, ma non lo ottennero mai de iure, seppure il loro territorio fosse un Immediatezza imperiale. La sede era a Freisach. Il principato ecclesiastico venne secolarizzato nel 1764 e annesso alle terre austriache. |
|        | Halberstadt | Vescovato                    | Bistum Halberstadt                                                            | Bassa Sassonia | Germania                  | Secolarizzato con la riforma protestante è ceduto al Brandeburgo. |
|        | Havelberg   | Vescovato                    | Bistum Havelberg                                                              | Bassa Sassonia | Germania                  | Continuato da amministratori luterani dopo la Riforma dal 1548 al 1598 e ceduto al Brandeburgo nel 1598. |
|        | Hildesheim  | Vescovato                    | Hochstift Hildesheim                                                          | Bassa Sassonia | Germania                  | Con la riforma protestante una parte della città è ceduta al duca di Brunswick. Ha il 27º posto alla Dieta. |
|        | Lavant      | Vescovato                    | Diözese Lavant Škofija Lavant                                                 | Nessuno | Austria Slovenia          | Parte della Carinzia e della Stiria, vescovato sino dal 1446 e conosciuto anche come Sankt Andrä, i suoi vescovi pretesero il titolo di Fürstbischof, ma non lo ottennero mai sebbene il territorio fosse una Reichsfrei. Fu secolarizzato nel 1782. |
|        | Lebus       | Vescovato                    | Fürstbistum Lebus Diecezja lubuska                                            | Nessuno | Germania Polonia          | Con sede a Fürstenwalde dal 1385; Reichsfreiheit contesa dal Margraviato di Brandeburgo, continuò con amministratori protestanti dal 1555 sino alla sua secolarizzazione nel 1598. |
|        | Liegi       | Vescovato                    | Prinsbisdom Luik Principauté de Liège Fürstbistum Lüttich Principåté d' Lidje | Basso Reno-Vestfalia | Belgio Paesi Bassi        | Ha il 43° voto alla Dieta. È annesso dalla Francia rivoluzionaria nel 1795 e soppresso nell'ambito del Concordato del 1801. |
|        | Losanna     | Vescovato                    | Prince-Évêché de Lausanne Bistum Lausanne                                     | Nessuno | Svizzera                  | Conquistato dal cantone svizzero di Berna nel 1536, il suo vescovo mantiene solo il titolo nominale di principe. |
|        | Lubecca     | Vescovato                    | Hochstift Lübeck                                                              | Bassa Sassonia | Germania                  | Ha sede a Eutin dal 1270 circa; riformato nel 1535, continuò sotto amministratori luterani sino al 1586 e poi dal 1694 sino alla secolarizzazione nel 1803 appartenne alla linea ducale cadetta di Holstein Gottorp. È l'unico principato vescovile protestante con diritto di voto alla Dieta (49° voto). |
|        | Magdeburgo  | Arcivescovato                | Erzstift Magdeburg                                                            | Bassa Sassonia | Germania                  | Continuò sotto amministratori luterani dal 1566 al 1631 e nuovamente dal 1638 al 1680, fino alla sua annessione al Brandeburgo. |
|        | Merseburg   | Vescovato                    | Bistum Merseburg                                                              | Nessuno | Germania                  | Secolarizzato con la riforma protestante diviene principato secolare della Sassonia che ne fa poi un ducato per un ramo cadetto Sassonia-Mersenburg. |
|        | Metz        | Vescovato                    | Evêché de Metz Hochstift Metz                                                 | Alto Reno | Francia                   | Uno dei Tre Vescovadi ceduti alla Francia dal 1552 sulla base del Trattato di Chambord. |
|        | Minden      | Vescovato                    | Hochstift Minden                                                              | Basso Reno-Vestfalia | Germania                  | Secolarizzato viene ceduto al Brandeburgo nel 1648. |
|        | Münster     | Vescovato                    | Hochstift Münster                                                             | Basso Reno-Vestfalia | Germania                  | Ha il 47° voto alla Dieta. |
|        | Naumburg    | Vescovato                    | Bistum Naumburg-Zeitz                                                         | Secolarizzato con la riforma protestante diviene principato della Sassonia, poi elevato a ducato per un ramo cadetto (Sassonia-Naumburg. | Germania                  | Sotto tutela del Margraviato di Meißen dal 1259, amministrato dall'Elettore di Sassonia dal 1564. |
|        | Olomouc     | Vescovato                    | Biskupství olomoucké Bistum Olmütz                                            | Nessuno | Rep. Ceca                 | Il vescovato (poi arcidiocesi metropolitana) di Olomouc, in quanto territorio vassallatico della Corona boema, rientrava nei pari del Margraviato di Moravia e dal 1365 il suo principe-vescovo divenne anche Conte della Cappella Boema e primo cappellano di corte col diritto di accompagnare il monarca durante i suoi frequenti viaggi. Non possedeva territorio sovrano. |
|        | Osnabrück   | Vescovato                    | Hochstift Osnabrück                                                           | Basso Reno-Vestfalia | Germania                  | Si alternano al suo governo vescovi cattolici e protestanti durante la Guerra dei Trent'anni, poi confermati nel 1648; secolarizzato nel 1803 aveva il 45° voto alla Dieta. |
|        | Paderborn   | Vescovato                    | Fürstbistum Paderborn                                                         | Basso Reno-Vestfalia | Germania                  | Ha il 29° voto alla Dieta. |
|        | Passavia    | Vescovato                    | Hochstift Passau                                                              | Baviera | Austria Germania          | Ha il 35° voto alla Dieta. |
|        | Ratzeburg   | Vescovato                    | Bistum Ratzeburg                                                              | Bassa Sassonia | Germania                  | Soppresso nel 1648 diviene secolarizzato, assumendo il nome di principato di Ratzeburg sotto il controllo diretto dei duchi di Meclemburgo-Schwerin, mantenendo il 77° voto alla Dieta come principato secolare. |
|        | Ratisbona   | Vescovato                    | Hochstift Regensburg                                                          | Baviera | Germania                  | Ha il 33° voto alla Dieta. |
|        | Salisburgo  | Arcivescovato                | Fürsterzbistum Salzburg                                                       | Baviera | Austria                   | Dal 1648 l'arcivescovo deteneva anche il titolo di Primas Germaniae, primo arcivescovo e primate di Germania. Il potere di questo titolo - non giurisdizionale - era limitato ad essere il primo corrispondente del pontefice per le popolazioni di lingua tedesca (Legato Apostolico), ma includeva il privilegio di precedere nelle processioni gli altri principi del Sacro Romano Impero. Deteneva il 5° voto alla Dieta. Elevato ad elettorato nel 1803, fu simultaneamente secolarizzato; vedi Granducato di Salisburgo. |
|        | Schwerin    | Vescovato                    | Bistum Schwerin                                                               | Bassa Sassonia | Germania                  | Secolarizzato nel 1555 diviene principato dei duchi di Meclemburgo; ha il 75° voto alla Dieta come principato secolare. |
|        | Seckau      | Vescovato                    | Diözese Seckau                                                                | Nessuno | Austria Slovenia?         | Anche se i vescovi avevano il titolo di Fürstbischof, non è chiaro se il territorio fosse anche una Reichsfrei. È comunque secolarizzato nel 1764 ed annesso dall'Austria. |
|        | Spira       | Vescovato                    | Hochstift Speyer                                                              | Alto Reno | Germania                  | Con la riforma protestante il principe trasferisce la sua sede a Philippsburg; ha il 19° voto alla Dieta. |
|        | Strasburgo  | Vescovato                    | Bistum Strossburi Évêché de Strasbourg Fürstbistum Straßburg                  | Alto Reno | Francia Germania          | Con il titolo di conte, dal 1680 è sottoposto alla sovranità francese, pur mantenendo il 21° voto alla Dieta; è secolarizzato nel 1803. |
|        | Toul        | Vescovato                    | Principauté de Toul Bistum Toul                                               | Alto Reno | Francia                   | Uno dei Tre Vescovati ceduti alla Francia nel 1552 in virtù del Trattato di Chambord. |
|        | Trento      | Vescovato                    | Principato vescovile di Trento Fürstbistum Trient                             | Austria | Italia                    | Ha il 37° voto alla Dieta. Secolarizzato da Napoleone nel 1803 (ai regni napoleonici di Baviera e Italia). Alla Contea del Tirolo (Impero d'Austria) nel 1815. |
|        | Utrecht     | Vescovato                    | Sticht Utrecht                                                                | Basso Reno-Vestfalia | Paesi Bassi               | Venduto a Carlo V d'Asburgo, fatto dopo il quale venne compreso nella Provincia Borgognona e successivamente annesso dalla nuova Repubblica dei Paesi Bassi come diocesi protestante. |
|        | Verden      | Vescovato                    | Hochstift Verden                                                              | Basso Reno-Vestfalia | Germania                  | Continuato da amministratori luterani dopo la riforma sino al 1645/1648, mantenendo il 40° voto alla Dieta. Diviene principato secolare annesso prima dalla Svezia e poi dal 1719 venduto all'elettorato dell'Hannover. |
|        | Verdun      | Vescovato                    | Principauté de Verdun Bistum Verdun                                           | Alto Reno | Francia                   | Uno dei Tre Vescovati ceduti alla Francia nel 1552 in virtù del Trattato di Chambord. |
|        | Worms       | Vescovato                    | Bistum Worms                                                                  | Alto Reno | Germania                  | Il governo sulla città tedesca di Worms venne stabilito dal vescovo Burcardo (1000–1025), ma la residenza episcopale venne spostata dal 1400 a Ladenburg. In seguito fu spesso in unione personale con gli elettori di Treviri; aveva il 15° voto alla Dieta. Gran parte dei territori del vescovato sulla sponda sinistra del Reno vennero persi dal 1797 sulla base del Trattato di Campoformio, secolarizzati poi nel 1803 e ceduti all'Elettorato di Baden ed al Langraviato d'Assia-Darmstadt.                            |
|        | Würzburg    | Vescovato                    | Hochstift Würzburg                                                            | Franconia | Germania                  | Per decreto imperiale di Federico Barbarossa, il vescovo deteneva il titolo di Duca di Franconia. Aveva il 13° voto alla Dieta. |

Principati ecclesiastici medievali secolarizzati:
- Patriarcato di Aquileia (Patriarchæ Aquileiensis) incorporato nella Repubblica di Venezia nel 1420,
- Besançon fino al 1290 fu governata dal suo arcivescovo, e fu riconosciuta quale città libera dell'Impero dal 1184,
- Brescia, autorità comunale poi assoggettata da Milano nel Trecento,
- il Principato vescovile di Sion[1] fu un classico esempio di autorità secolare e diocesana unificate, fu privato dell'effettiva sovranità nel corso del XVI secolo fino ad essere proclamato repubblica dalle Sette Degagne.

Principati ecclesiastici dell'impero secolarizzati nel corso del XVIII secolo:
- Principato vescovile di Gurk (1764)
- Principato vescovile di Lavant (1782)
- Principato vescovile di Seckau (1786)
- Principato vescovile di Sitten (1798)
- Principato vescovile di San Giulio (Lago d'Orta, Italia, 1786)

(Per l'ordine di precedenza e di voto, vedi la voce Reichstag).

## Principi vescovi in Montenegro
Nemmeno nelle Chiese orientali era comune che i vescovi esercitassero un potere temporale. A questo proposito fa però eccezione il ruolo politico del vescovo di Cettigne (Cetinje), nella regione del Montenegro (Crna Gora), che si sviluppò a partire dal XVI secolo.
Dopo la conquista della Serbia, l'Impero ottomano voleva estendere il suo controllo anche sul Montenegro, ma le popolazioni che abitavano quelle montagne vi si opposero con successo. I capi dei diversi clan attribuirono al vescovo (vladika) di Cettigne la funzione di “presidente” al di sopra delle parti in questa entità territoriale. Danilo Petrović-Njegoš, che nel 1697 era divenuto vladika, riuscì a indicare come proprio successore un suo nipote, di modo che, nel XVIII secolo, tale ufficio, ad un tempo spirituale e temporale, venne attribuito alla famiglia Petrović, i cui esponenti formarono una vera e propria dinastia di vescovi.
Fu però solo col principe-vescovo Pietro I (1782-1830) che questa situazione venne riconosciuta definitivamente. Il successore, il di lui nipote Pietro II (1831-1851), eliminò completamente un potente clan rivale, cosicché il principe-vescovo divenne capo politico indiscusso del Montenegro. Di conseguenza il nipote di Pietro II, Danilo II (1851–1860), un anno dopo esser divenuto vladika, rinunciò alla carica proclamandosi principe (laico) del Montenegro. Il nipote e successore di Danilo II, Nicola I (1860–1918), padre di Elena, andata in sposa a Vittorio Emanuele III di Savoia, nel 1910, fece del principato un regno, che però venne annesso, nel 1918, al “Regno dei Serbi, dei Croati e degli Sloveni”, la futura Jugoslavia.

## Altrove
In Inghilterra il Vescovo di Durham era un principe-vescovo col grado di Conte palatino incaricato non tanto di governare una diocesi quanto di proteggere il paese dalla minaccia scozzese. Il titolo sopravvisse all'unione fra Inghilterra e Scozia nel 1707 e persistette fino al 1836 insieme a quello di altri ecclesiastici. Infatti nella Camera dei Lord erano riservati 30 seggi con voto ai principi ecclesiastici di cui 26 inglesi e scozzesi (Canterbury, Londra, Durham, Winchester, Oxford, Bristol, Chester, St. Asaph, Bath, Wells, Chichester, York, Dunkeld, Carlisle, Salisbury, Raphoe, Glasgow, Aberdeen, St. David, Galloway, Argyll, St. Andrews, Brechin, Murray, Ross, Caithness) e 4 irlandesi (Connor, Londonderry, Cloyne, Clogher). Ancora oggi alla Camera dei Lord siedono 26 pari spirituali, ossia i due arcivescovi di Canterbury e York, i vescovi di Londra, Durham e Winchester ed altri 21 vescovi fra tutti gli altri in base all'anzianità di nomina.
In Francia erano riconosciuti principi-vescovi i sei titolari di Parìe ecclesiastiche: l'arcivescovo di Reims, i vescovi di Laon, Langres, Beauvais, Chalon e Noyon. Inoltre, mantennero il titolo di principi dell'impero i tre vescovi di Metz, Toul e Verdun i cui stati furono annessi dalla Francia nel 1552.
In Italia principi-vescovi furono:
- l'arcivescovo di Ravenna dal X secolo e signore della Guna fino al -1783;
- il patriarca di Aquileia fino al 1751, in seguito l'arcivescovo di Gorizia;
- il vescovo di Novara come principe di Orta e San Giulio fino al 1786;
- il vescovo di Vercelli,
- il vescovo di Sarzana dal 1355,
- il vescovo di Feltre,
- il vescovo di Treviso.
- il vescovo di Teramo.

## Situazione attuale
Tutti i titoli sono caduti in disuso dopo il decreto Attentis dispositionibus della Sacra Congregazione Concistoriale del 12 maggio 1951, con cui la Santa Sede chiede a tutti i vescovi di non menzionare titoli civili nelle loro lettere, sigilli e stemmi e di evitare di apporvi corone o altri riferimenti.
Il più importante principe-vescovo è il vescovo di Roma, il Papa, capo universale della Chiesa cattolica. In seguito ai Patti lateranensi il papa è un sovrano assoluto, capo di Stato della Città del Vaticano.
Il vescovo di Urgell in Spagna è un altro caso di principe-vescovo sovrano essendo coprincipe di Andorra insieme al presidente della Repubblica francese.